# Сенакі
Сенакі (груз. სენაკი) — місто в мхаре Самегрело-Земо-Сванеті, на заході Грузії, центр муніципалітету Сенакі. Розташоване за 294 км від столиці Грузії Тбілісі та нараховує 21 596 мешканців (2014).

## Назва
Назва міста в перекладі українською означє келія.
Сенакі отримав міські права у 1924 році. З 1933 по 1976 роки мало назву Міха Цхакая, на честь грузинського революціонера, радянського та партійного діяча Міхи Цхакая (1865—1950). З 1976 по 1989 року місто мало назву — Цхакая. З 1989 року — сучасна назва — Сенакі. 

## Економіка
У місті знаходиться машинобудівний завод та фабрика з виготовлення килимів, підприємства з переробки вина, чаю та молока.

## Транспорт
Сенакі є важливою залізничною станцією на залізничній лінії Тбілісі — Поті.

## Культура
У місті відкрито філіал Грузинського технічного університету. В місті діє театр.

## Мова
За мовним поділом, в місті досить розповсюджений сенакський діалект мегрельської мови.

## Міжнародна співпраця
| Країна  | Місто, регіон                 | Документ про співпрацю                                                                                 | Дата підписання документу |
| ------- | ----------------------------- | --- | ------------------------- |
| Україна | Біла Церква, Київська область | Договір «Про співробітництво між мерією м. Сенакі (Грузія) та Білоцерківською міською радою (Україна)» | 2 жовтня 1997             |